# گاوباز وحشی
گاوباز وحشی (به انگلیسی: El Terrible Toreador) یک کارتون محصول سال ۱۹۲۹ که توسط والت دیزنی تولید شده‌است. این اثر از مجموعه سمفونی احمقانه و به کارگردانی والت دیزنی است.